# نقص ألبيومين الدم
نقص ألبومين الدم (بالإنجليزية: Hypoalbuminemia أو hypoalbuminaemia)‏ هي حالة طبية تشير إلى مستوى الألبومين في الدم أقل من المستوى الطبيعي. يعد نقص ألبومين الدم نوعا من أنواع نقص بروتين الدم.
ينتج الألبومين في الكبد، وأي نقص في مستوى الألبومين قد يشير إلى فشل الكبد أو مرض مثل تشمع الكبد أو التهاب الكبد المزمن.
كذلك يحدث نقص ألبومين الدم في حالة المتلازمة الكلوية والذي يحدث فيه فقدان البروتين في البول بسبب تضرر الكلية. كما قد يكون نقص ألبومين الدم دليلا على سوء التغذية المزمن أو الاعتلال المعوي المفقد للبروتين.
قد يتسبب نقص ألبومين الدم بوذمة بسبب انخفاض الضغط الجرمي.
يعد اختبار مستوى الألبومين في الدم من ضمن الفحوص القياسية المتعلقة بوظائف الكبد. يعد مستوى الألبومين أقل من 3.5 غرام لكل ديسيلتر منخفضا.